# Goldenes Quartier Wien

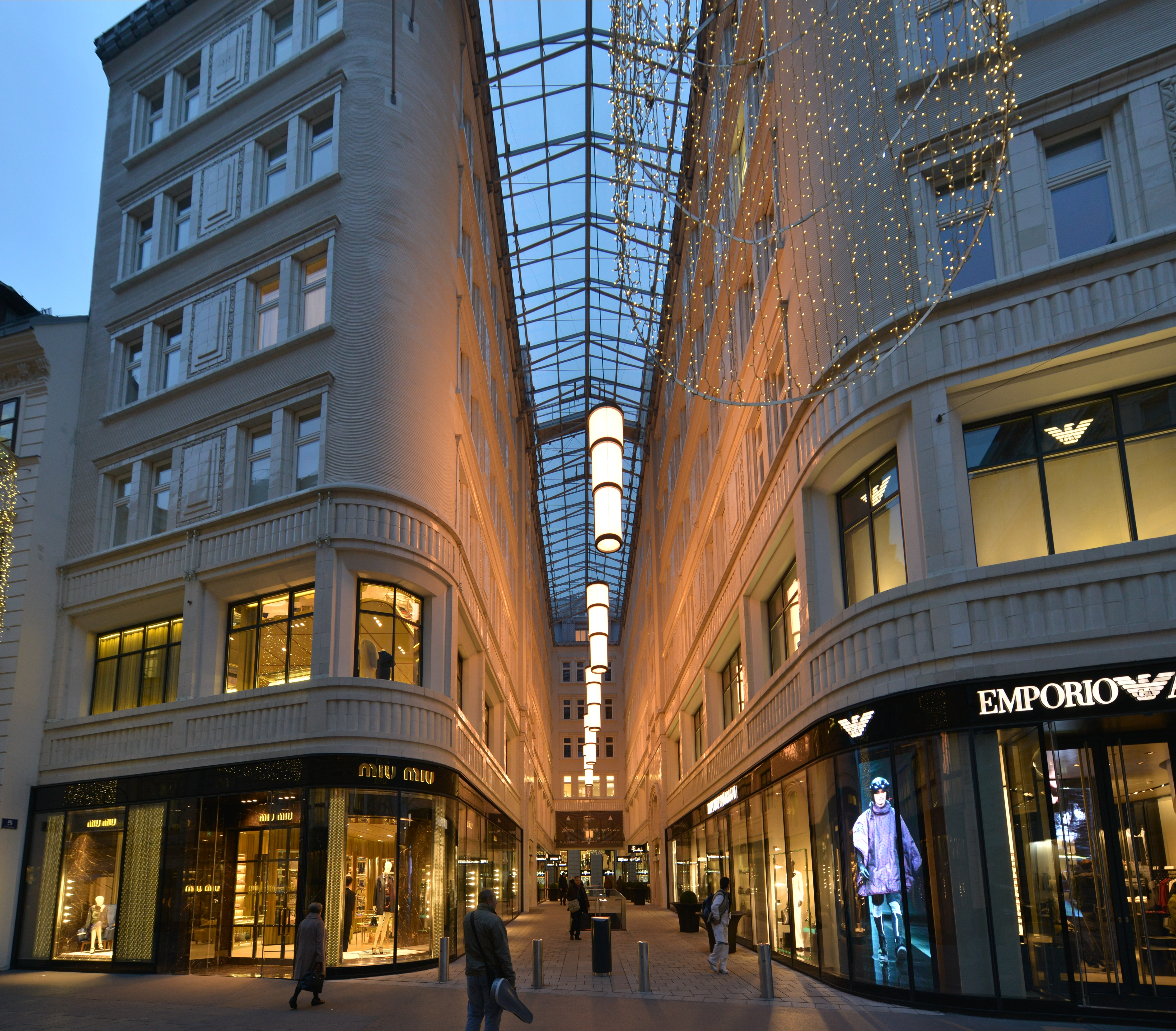
Tuchlaubenhof, Tuchlauben 7, Wien

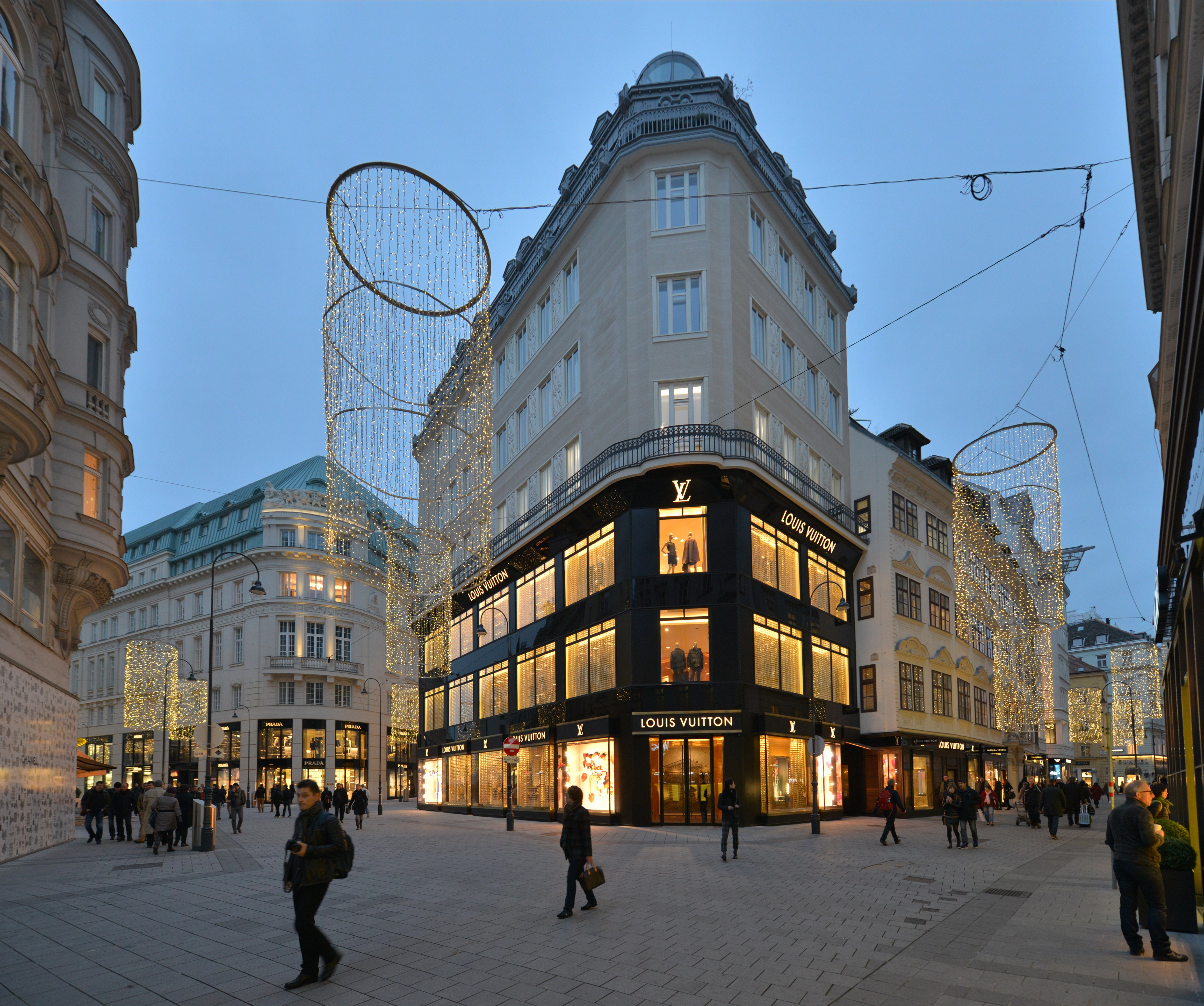
Tuchlauben 3–7

Das Goldene Quartier ist ein Geschäftsviertel im 1. Gemeindebezirk Wiens.
Es umfasst die beiden Gebäude „Am Hof 2“ sowie den Tuchlaubenhof, wird von Steindlgasse, Tuchlauben und Bognergasse bis zu „Am Hof“ begrenzt und umschließt die Seitzergasse. Dieser Komplex wurde stilistisch wie thematisch zusammengefasst und stellt ein für die Wiener Innenstadt wesentliches Revitalisierungsprojekt dar.
Erdgeschoßflächen sowie auf der ersten Ebene des Goldenen Quartiers befinden sich 11.500 Quadratmeter Einzelhandelsflächen, die mittleren Geschoße im Gebäude des „Tuchlaubenhof“ beherbergen Innenstadtbüros (9.500 Quadratmeter), und in den obersten Stockwerken befinden sich Luxuswohnungen.
Direkt neben den Einkaufsstraßen Kohlmarkt und Graben finden sich die Flagship-Stores internationaler Luxusmarken. Die gemischte Nutzung war bei der Bebauung dieser Häuserblöcke immer schon ein wesentliches Prinzip, das bis heute Gültigkeit hat. Ebenfalls beibehalten wurden deren formale Differenzierung in der Architektur sowie die Idee eines sichtbaren und einheitlichen Ensembles mit großstädtischem Anspruch.

## Tuchlauben 3 bis 7A
Auf dem Areal der heutigen Tuchlauben, der Bognergasse, der Seitzergasse und der Steindlgasse wurden sehr früh Straßen angelegt. Der Straßenzug Tuchlauben geht auf eine römerzeitliche Straße in der Gegend der Porta decumana des Römerlagers Vindobona zurück. Die heutige Wegeführung bestand dann mehr oder weniger bereits im frühen 13. Jahrhundert. So hieß die Bognergasse 1262 „strata gladiatorum“ („Schwertfürbenstraße“), saßen hier doch Handwerker, die Schwerter herstellten. Ab dem 14. Jahrhundert wurde die auf die Bogenherstellung hindeutende Bezeichnung „Bognergasse“ beziehungsweise „Unter den Bognern“ geläufig.
Die Seitzergasse hieß um 1300 und auch noch 1511 „Kurbaunerstraße“, benannt nach den Kurbaunern, die Armbrustspannen herstellten. Erst im 18. Jahrhundert setzt sich der Name Seitzergasse durch, der sich vom „Seitzerhof“ ableitete. Dieser Hof war 1335 bis 1782 Stiftshof der Kartause Mauerbach, der seinen Namen nach dem slowenischen Ort Seitz bekam, von wo aus die Kartause besiedelt worden war.
Die Aufteilung des Blockes war jedoch erst seit dem 17. Jahrhundert in ihren zum Teil auch heute noch sichtbaren Grundlinien angelegt. Der ehemalige „Hochholzerhof“ (Tuchlauben 5) wurde im frühen 17. Jahrhundert erbaut, seine Fassade ist datiert mit 1719. Der Hof wurde nach dem Metzger benannt, der hier um 1555 gewohnt hat.
An den „Hochholzerhof“ schloss der „Tuchlaubenhof“ (vormals „Seitzerhof“, Tuchlauben 7–7a) an. Dieser tiefe Straßenhof zwischen Tuchlauben, Steindl- und Seitzergasse verfügt über einen Durchgang, der die Tuchlauben mit der Seitzergasse verbindet. 1838 bis 1840 errichtete Friedrich Stache hier eine Anlage mit einer glasüberdachten Passage, welche die Durchhausfunktion des Vorgängerbaus übernahm und mit Geschäften und Lokalen bereits für eine gemischte Nutzung konzipiert war und als erster „Basar“ Wiens gelten kann. Diese öffentlich zugängliche Passage war mit Glas überdacht, wodurch die Belichtung der angrenzenden innenliegenden Räume gewährleistet war. Ab 1909 kam es zu einer neuerlichen Überbauung nach Plänen der Architekten Alfred Teller und Emmerich Spielmann, wobei die alten Baufluchtlinien ebenso erhalten blieben wie die Passage und die gemischte Nutzung. Teller und Spielmann entschlossen sich für die damals sehr fortschrittliche Eisenbetonbauweise. Nach Schäden während des Zweiten Weltkrieges und deren Reparatur wurde der „Tuchlaubenhof“ im 3. Viertel des 20. Jahrhunderts für die teilweise Nutzung durch die im Nebenhaus (Seitzergasse 2–4) ansässige „Arbeiterbank“ im Inneren umfangreich adaptiert.
Das Haus Seitzergasse 2–4 wurde, als jüngstes Haus der Gruppe, ab 1922 nach Plänen des Architekten Adolf Oberländer errichtet und war von Beginn an für eine gemischte Bank- und Wohnnutzung vorgesehen – im Erdgeschoß Kassensaal und Räume für den Kundenverkehr, im Mezzanin und im 1. Stock Büros. Durch den Einzug der 1912 durch Karl Renner als Kreditverband österreichischer Arbeitervereine gegründeten und 1922 neu konzipierten „Arbeiterbank“ (Vorläuferin der heutigen BAWAG) im Jahr 1930 wurde der Eisenbetonbau im Inneren entsprechend adaptiert. Von Umbauten war auch die Fassade mit ihren neoklassizistischen Details entlang der Seitzergasse betroffen, die im letzten Viertel des 20. Jahrhunderts im Erdgeschoß und Mezzaninbereich neu gestaltet wurde.
Sowohl als architektonisch als auch durch seinen prominenten Standort herausragend zeigt sich die Südspitze des Komplexes mit der Adresse Tuchlauben 3. Das Gebäude wurde 1909/10 ebenfalls nach Plänen der Architekten Alfred Teller und Emmerich Spielmann errichtet. Durch die Zurücknahme der ehemaligen Baulinie entstand der bis heute bestehende platzartige Kreuzungsraum, der einen optischen Abschluss des Kohlmarktes bildet.
Die Kuppel des Michaelertores auf der einen Seite und das Goldene Quartier auf der anderen bilden also seit jeher eine städtebaulich wichtige Achse. Das Gebäude wurde 1984 unter Denkmalschutz gestellt.
Im Jahr 2007 erwarb die Signa-Gruppe den Gebäudekomplex Tuchlauben 3 bis 7A und führte in den Jahren 2010 bis 2015 eine Generalsanierung durch. Es entstanden Einzelhandelsflächen sowie Luxuswohnungen in den obersten Stockwerken. Zudem nutzen Mieter die Flächen als hochwertige Büroräumlichkeiten.

## Am Hof 2
Nicht minder interessant ist die Geschichte des Gebäudes „Am Hof 2“. Es wurde im Auftrag der Niederösterreichischen Escompte-Gesellschaft nach den Plänen der Architekten Ernst von Gotthilf und Alexander Neumann erbaut. Die Großbank der österreichischen Donaumonarchie richtete hier ihre Zentrale ein, die am 6. Dezember 1915 den Betrieb aufnahm. Das Bauwerk ist ein Dokument des aufstrebenden Kapitalismus in der Spätgründerzeit.
Im Jahr 1938 erwarb die „Länderbank Wien“ (1948 in „Österreichische Länderbank“ umbenannt) das Objekt und richtete hier ihren Hauptsitz ein. In den folgenden Dekaden kam es mangels Denkmalschutzes immer wieder zu Veränderungen innerhalb des Eisenbetongerüstes, 1952 etwa zu einer Aufstockung des Hoftraktes um ein Geschoß und 1966 zu einer Überbauung des Lichthofes hinter dem Seitzergassen-Trakt im Hochparterre. Bei der ersten Generalsanierung in den 1970er Jahren wurden Wände sowie die Betondecken in den oberen Geschoßen ausgewechselt und der Kassensaal neu gestaltet. In den 1980er Jahren folgte eine weitgehende Umgestaltung des von Beginn an voll ausgebauten Dachgeschoßes sowie eine Erneuerung des Stiegenhauses hinter dem Bognergasse-Trakt. Außerdem wurden in mehreren Geschoßen Unterteilungen verändert.
1990 ging die „Österreichische Länderbank“ durch die Fusion mit der „Zentralsparkasse“ in der „Bank Austria AG“ auf, die 1995 bis 1997 nach Plänen des österreichischen Architekten Hermann Czech ein Kundenzentrum einrichten ließ.
Dass das Gebäude trotz zahlreicher Eingriffe nichts von seiner strukturellen Klarheit des horizontalen und vertikalen Erschließungssystems und der Raumfolge verloren hat, ist nicht zuletzt der für damalige Verhältnisse sehr fortschrittlichen Stahlbeton-Ständerbauweise zu verdanken.
Das Gebäude „Am Hof 2“ ist, wie es sich heute präsentiert, in seinen künstlerischen und kunsthistorischen Aspekten weitgehend im Originalzustand erhalten. Vor allem das äußere Erscheinungsbild, aber auch weite Teile des Innenbereiches wie Parkettböden, Wandvertäfelungen aus Holz, Türen, Marmorwände und -böden, Glasfenster, Kleinteile wie Leuchten, Skulpturen und Beschläge sowie ein paar Möbel stammen aus der Zeit seiner Errichtung.
Mit diesem Haus ist die Hotelkette Hyatt mit der Marke „Park Hyatt“ erstmals in Österreich vertreten.
Im Jahr 2008 erwarb die Signa-Gruppe das Gebäude Am Hof 2. 2011 startete der Umbau der ehemaligen Bankenzentrale in ein Hotel- und Geschäftsgebäude mit Einzelhandelsflächen. Bei einem Brand am 18. November 2011 wurde vor allem die Beletage schwer in Mitleidenschaft gezogen und brannte bis zur Außenwand aus. Das Löschwasser richtete schwere Schäden in der ehemaligen Kassenhalle an.
Die Räumlichkeiten wurden wieder komplett restauriert und originalgetreu hergestellt, wonach das Hotel und die Einzelhandelsflächen – mit Bauverzögerungen – Mitte 2014 fertiggestellt werden konnte.

## Anteilseigner
- Signa Prime Assets 75,31 %
- RAG-S Real Estate GmbH 24,69 %, eine Gesellschaft der RAG-Stiftung[5]